# Lý thuyết đồ thị

Hình vẽ một đồ thị có 6 đỉnh và 7 cạnh

Trong toán học và tin học, lý thuyết đồ thị (tiếng Anh: graph theory) nghiên cứu các tính chất của đồ thị. Một cách không chính thức, đồ thị là một tập các đối tượng được gọi là các đỉnh (hoặc nút) nối với nhau bởi các cạnh (hoặc cung). Cạnh có thể có hướng hoặc vô hướng. Đồ thị thường được vẽ dưới dạng một tập các điểm (các đỉnh nối với nhau bằng các đoạn thẳng (các cạnh).
Đồ thị biểu diễn được rất nhiều cấu trúc, nhiều bài toán thực tế có thể được biểu diễn bằng đồ thị. Ví dụ, cấu trúc liên kết của một website có thể được biểu diễn bằng một đồ thị có hướng như sau: các đỉnh là các trang web hiện có tại website, tồn tại một cạnh có hướng nối từ trang A tới trang B khi và chỉ khi A có chứa 1 liên kết tới B. Do vậy, sự phát triển của các thuật toán xử lý đồ thị là một trong các mối quan tâm chính của khoa học máy tính.
Cấu trúc đồ thị có thể được mở rộng bằng cách gán trọng số cho mỗi cạnh. Có thể sử dụng đồ thị có trọng số để biểu diễn nhiều khái niệm khác nhau. Ví dụ, nếu đồ thị biểu diễn một mạng đường giao thông, các trọng số có thể là độ dài của mỗi con đường. Một cách khác để mở rộng đồ thị cơ bản là quy định hướng cho các cạnh của đồ thị (như đối với các trang web, A liên kết tới B, nhưng B không nhất thiết cũng liên kết tới A). Loại đồ thị này được gọi là đồ thị có hướng. Một đồ thị có hướng với các cạnh có trọng số được gọi là một lưới.
Các lưới có nhiều ứng dụng trong khía cạnh thực tiễn của lý thuyết đồ thị, chẳng hạn, phân tích lưới có thể dùng để mô hình hoá và phân tích mạng lưới giao thông hoặc nhằm "phát hiện" hình dáng của Internet - (Xem thêm các ứng dụng đưới đây. Mặc dù vậy, cũng nên lưu ý rằng trong phân tích lưới, thì định nghĩa của khái niệm "lưới" có thể khác nhau và thường được chỉ ra bằng một đồ thị đơn giản.)

## Lịch sử
Một trong những kết quả đầu tiên trong lý thuyết đồ thị xuất hiện trong bài báo của Leonhard Euler về Bảy cây cầu ở Königsberg, xuất bản năm 1736. Bài báo này cũng được xem như một trong những kết quả topo đầu tiên trong hình học, tức là, nó không hề phụ thuộc vào bất cứ độ đo nào. Nó diễn tả mối liên hệ sâu sắc giữa lý thuyết đồ thị và tôpô học.
Năm 1845, Gustav Kirchhoff đưa ra Định luật Kirchhoff cho mạch điện để tính điện thế và cường độ dòng điện trong mạch điện.
Năm 1852 Francis Guthrie đưa ra bài toán bốn màu về vấn đề liệu chỉ với bốn màu có thể tô màu một bản đồ bất kì sao cho không có hai nước nào cùng biên giới được tô cùng màu. Bài toán này được xem như đã khai sinh ra lý thuyết đồ thị, và chỉ được giải sau một thế kỉ vào năm 1976 bởi Kenneth Appel và Wolfgang Haken. Trong khi cố gắng giải quyết bài toán này, các nhà toán học đã phát minh ra nhiều thuật ngữ và khái niệm nền tảng cho lý thuyết đồ thị.

## Cách vẽ đồ thị

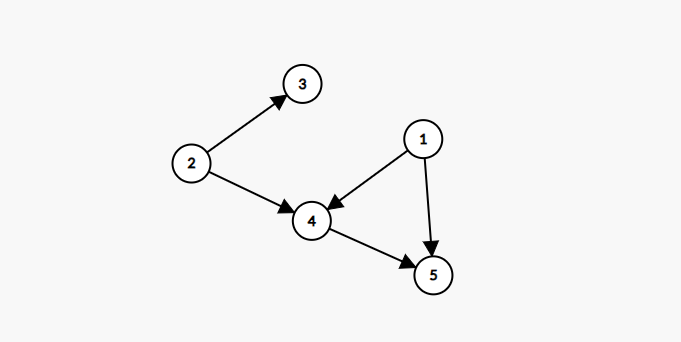
Cách biểu diễn đơn đồ thị có hướng

Đồ thị được biểu diễn đồ họa bằng cách vẽ một điểm cho mỗi đỉnh và vẽ một cung giữa hai đỉnh nếu chúng được nối bởi một cạnh. Nếu đồ thị là có hướng thì hướng được chỉ bởi một mũi tên.
Không nên lẫn lộn giữa một đồ hình của đồ thị với bản thân đồ thị (một cấu trúc trừu tượng, không đồ họa) bởi có nhiều cách xây dựng đồ hình. Toàn bộ vấn đề nằm ở chỗ đỉnh nào được nối với đỉnh nào, và bằng bao nhiêu cạnh. Trong thực hành, thường rất khó để xác định xem hai đồ hình có cùng biểu diễn một đồ thị không. Tùy vào bài toán mà đồ hình này có thể phù hợp và dễ hiểu hơn đồ hình kia.

## Các cấu trúc dữ liệu đồ thị
Có nhiều cách khác nhau để lưu trữ các đồ thị trong máy tính. Sử dụng cấu trúc dữ liệu nào thì tùy theo cấu trúc của đồ thị và thuật toán dùng để thao tác trên đồ thị đó. Trên lý thuyết, người ta có thể phân biệt giữa các cấu trúc danh sách và các cấu trúc ma trận. Tuy nhiên, trong các ứng dụng cụ thể, cấu trúc tốt nhất thường là kết hợp của cả hai. Người ta hay dùng các cấu trúc danh sách cho các đồ thị thưa (sparse graph), do chúng đòi hỏi ít bộ nhớ. Trong khi đó, các cấu trúc ma trận cho phép truy nhập dữ liệu nhanh hơn, nhưng lại cần lượng bộ nhớ lớn nếu đồ thị có kích thước lớn.

### Các cấu trúc danh sách
- Danh sách liên thuộc (Incidence list) - Mỗi đỉnh có một danh sách các cạnh nối với đỉnh đó. Các cạnh của đồ thị được có thể được lưu trong một danh sách riêng (có thể cài đặt bằng mảng (array) hoặc danh sách liên kết động (linked list)), trong đó mỗi phần tử ghi thông tin về một cạnh, bao gồm: cặp đỉnh mà cạnh đó nối (cặp này sẽ có thứ tự nếu đồ thị có hướng), trọng số và các dữ liệu khác. Danh sách liên thuộc của mỗi đỉnh sẽ chiếu tới vị trí của các cạnh tương ứng tại danh sách cạnh này.
- Danh sách kề (Adjacency list) - Mỗi đỉnh của đồ thị có một danh sách các đỉnh kề nó (nghĩa là có một cạnh nối từ đỉnh này đến mỗi đỉnh đó). Trong đồ thị vô hướng, cấu trúc này có thể gây trùng lặp. Chẳng hạn nếu đỉnh 3 nằm trong danh sách của đỉnh 2 thì đỉnh 2 cũng phải có trong danh sách của đỉnh 3. Lập trình viên có thể chọn cách sử dụng phần không gian thừa, hoặc có thể liệt kê các quan hệ kề cạnh chỉ một lần. Biểu diễn dữ liệu này thuận lợi cho việc từ một đỉnh duy nhất tìm mọi đỉnh được nối với nó, do các đỉnh này đã được liệt kê tường minh.

### Các cấu trúc ma trận
- Ma trận liên thuộc (Incidence matrix) - Đồ thị được biểu diễn bằng một ma trận {\displaystyle [b_{ij}]} kích thước p × q, trong đó p là số đỉnh và q là số cạnh, {\displaystyle b_{ij}=1} chứa dữ liệu về quan hệ giữa đỉnh {\displaystyle v_{i}} và cạnh {\displaystyle x_{j}}. Đơn giản nhất: {\displaystyle b_{ij}=1} nếu đỉnh {\displaystyle v_{i}} là một trong 2 đầu của cạnh {\displaystyle x_{j}}, bằng 0 trong các trường hợp khác.
- Ma trận kề (Adjaceny matrix) - một ma trận N × N, trong đó N là số đỉnh của đồ thị. Nếu có một cạnh nào đó nối đỉnh {\displaystyle v_{i}}với đỉnh {\displaystyle v_{j}} thì phần tử {\displaystyle M_{i,j}} bằng 1, nếu không, nó có giá trị 0. Cấu trúc này tạo thuận lợi cho việc tìm các đồ thị con và để đảo các đồ thị.
- Ma trận dẫn nạp (Admittance matrix) hoặc ma trận Kirchhoff (Kirchhoff matrix) hay ma trận Laplace (Laplacian matrix) - được định nghĩa là kết quả thu được khi lấy ma trận bậc (degree matrix) trừ đi ma trận kề. Do đó, ma trận này chứa thông tin cả về quan hệ kề (có cạnh nối hay không) giữa các đỉnh lẫn bậc của các đỉnh đó.

## Các bài toán đồ thị

### Tìm đồ thị con
Một bài toán thường gặp, được gọi là bài toán đồ thị con đẳng cấu (subgraph isomorphism problem), là tìm các đồ thị con trong một đồ thị cho trước. Nhiều tính chất của đồ thị có tính di truyền, nghĩa là nếu một đồ thị con nào đó có một tính chất thì toàn bộ đồ thị cũng có tính chất đó. Chẳng hạn như một đồ thị là không phẳng nếu như nó chứa một đồ thị hai phía đầy đủ (complete bipartite graph ) {\displaystyle K_{3,3}} hoặc nếu nó chứa đồ thị đầy đủ {\displaystyle K_{5}}. Tuy nhiên, bài toán tìm đồ thị con cực đại thỏa mãn một tính chất nào đó thường là bài toán NP-đầy đủ (NP-complete problem).
- Bài toán đồ thị con đầy đủ lớn nhất (clique problem) (NP-đầy đủ)
- Bài toán tập con độc lập (independent set problem) (NP-đầy đủ)

### Tô màu đồ thị
- Định lý bốn màu (four-color theorem)
- Định lý đồ thị hoàn hảo mạnh (strong perfect graph theorem)
- Bài toán Erdős-Faber-Lovász conjecture (hiện chưa ai giải được)
- Bài toán total coloring conjecture (hiện chưa ai giải được)
- Bài toán list coloring conjecture (hiện chưa ai giải được)

### Các bài toán đường đi
- Bài toán bảy cây cầu Euler (Seven Bridges of Königsberg) còn gọi là "Bảy cây cầu ở Königsberg"
- Cây bao trùm nhỏ nhất (Minimum spanning tree)
- Cây Steiner
- Bài toán đường đi ngắn nhất
- Bài toán người đưa thư Trung Hoa (còn gọi là "bài toán tìm hành trình ngắn nhất")
- Bài toán người bán hàng (Traveling salesman problem) (NP-đầy đủ) cũng có tài liệu (tiếng Việt) gọi đây là "Bài toán người đưa thư"

### Luồng
- Định lý luồng cực đại lát cắt cực tiểu
- Reconstruction conjecture

### Visibility graphproblems
- Museum guard problem

### Các bài toán phủ
Các bài toán phủ là các thể hiện cụ thể của các bài toán tìm đồ thị con. Chúng có quan hệ chặt chẽ với bài toán đồ thị con đầy đủ hoặc bài toán tập độc lập.
- Bài toán phủ tập (Set cover problem)
- Bài toán phủ đỉnh (Vertex cover problem)

## Các thuật toán quan trọng
- Thuật toán Bellman-Ford
- Thuật toán Dijkstra
- Thuật toán Ford-Fulkerson
- Thuật toán Kruskal
- Thuật toán láng giềng gần nhất
- Thuật toán Prim

## Các lĩnh vực toán học có liên quan
- Lý thuyết Ramsey
- Toán tổ hợp (Combinatorics)

## Ứng dụng
Lý thuyết đồ thị được ứng dụng nhiều trong phân tích lưới. Có hai kiểu phân tích lưới. Kiểu thứ nhất là phân tích để tìm các tính chất về cấu trúc của một lưới, chẳng hạn nó là một scale-free network hay là một small-world network. Kiểu thứ hai, phân tích để đo đạc, chẳng hạn mức độ lưu thông xe cộ trong một phần của mạng lưới giao thông (transportation network).
Lý thuyết đồ thị còn được dùng trong nghiên cứu phân tử. Trong vật lý vật chất ngưng tụ, cấu trúc ba chiều phức tạp của các hệ nguyên tử có thể được nghiên cứu một cách định lượng bằng cách thu thập thống kê về các tính chất lý thuyết đồ thị có liên quan đến cấu trúc tô pô của các nguyên tử. Ví dụ, các vành đường đi ngắn nhất Franzblau (Franzblau's shortest-path rings).

## Các lĩnh vực con
Lý thuyết đồ thị rất đa dạng và có nhiều lĩnh vực con. Trong đó có:
- Lý thuyết đồ thị đại số (Algebraic graph theory)
- Lý thuyết đồ thị tô pô (Topological graph theory)
- Lý thuyết đồ thị hình học (Geometric graph theory)
- Lý thuyết đồ thị cực trị (Extremal graph theory)
- Lý thuyết đồ thị mê-tríc (Metric graph theory)
- Lý thuyết đồ thị xác suất (Probabilistic graph theory)

## Các nhà lý thuyết đồ thị quan trọng
- Frank Harary
- Denes König
- W.T. Tutte
- Sách trắng về lý thuyết đồ thị Lưu trữ ngày 11 tháng 1 năm 2006 tại Wayback Machine các nhà lý thuyết đồ thị khác và danh sách ấn bản phẩm của họ.